# Selección de fútbol sub-20 de Ecuador
La selección de fútbol sub-20 de Ecuador, conocida también como la selección juvenil de fútbol del Ecuador, es el equipo que representa al país en la Copa Mundial de Fútbol Sub-20, en el Campeonato Sudamericano de Fútbol Sub-20 y en los Juegos Panamericanos, y es controlada por la Federación Ecuatoriana de Fútbol.
La selección ecuatoriana ha participado en 25 ediciones del Campeonato Sudamericano Sub-20, de las cuales logró ser campeón en la edición de 2019, también obtuvo el subcampeonato en el 2017, cuando fueron anfitriones del torneo.
En copas del mundo sub-20, su mejor participación la consiguió en Polonia 2019, cuando quedaron terceros en la competición.

## Estadísticas

### Copa Mundial de Fútbol Sub-20
| Año   | Ronda            | Posición     | PJ           | PG           | PE           | PP           | GF           | GC           | Dif          |
| ----- | ---------------- | ------------ | ------------ | ------------ | ------------ | ------------ | ------------ | ------------ | ------------ |
| 1977  | No clasificó     | No clasificó | No clasificó | No clasificó | No clasificó | No clasificó | No clasificó | No clasificó | No clasificó |
| 1979  | No clasificó     | No clasificó | No clasificó | No clasificó | No clasificó | No clasificó | No clasificó | No clasificó | No clasificó |
| 1981  | No clasificó     | No clasificó | No clasificó | No clasificó | No clasificó | No clasificó | No clasificó | No clasificó | No clasificó |
| 1983  | No clasificó     | No clasificó | No clasificó | No clasificó | No clasificó | No clasificó | No clasificó | No clasificó | No clasificó |
| 1985  | No clasificó     | No clasificó | No clasificó | No clasificó | No clasificó | No clasificó | No clasificó | No clasificó | No clasificó |
| 1987  | No clasificó     | No clasificó | No clasificó | No clasificó | No clasificó | No clasificó | No clasificó | No clasificó | No clasificó |
| 1989  | No clasificó     | No clasificó | No clasificó | No clasificó | No clasificó | No clasificó | No clasificó | No clasificó | No clasificó |
| 1991  | No clasificó     | No clasificó | No clasificó | No clasificó | No clasificó | No clasificó | No clasificó | No clasificó | No clasificó |
| 1993  | No clasificó     | No clasificó | No clasificó | No clasificó | No clasificó | No clasificó | No clasificó | No clasificó | No clasificó |
| 1995  | No clasificó     | No clasificó | No clasificó | No clasificó | No clasificó | No clasificó | No clasificó | No clasificó | No clasificó |
| 1997  | No clasificó     | No clasificó | No clasificó | No clasificó | No clasificó | No clasificó | No clasificó | No clasificó | No clasificó |
| 1999  | No clasificó     | No clasificó | No clasificó | No clasificó | No clasificó | No clasificó | No clasificó | No clasificó | No clasificó |
| 2001  | Octavos de final | 14.º         | 4            | 1            | 1            | 2            | 3            | 4            | -1           |
| 2003  | No clasificó     | No clasificó | No clasificó | No clasificó | No clasificó | No clasificó | No clasificó | No clasificó | No clasificó |
| 2005  | No clasificó     | No clasificó | No clasificó | No clasificó | No clasificó | No clasificó | No clasificó | No clasificó | No clasificó |
| 2007  | No clasificó     | No clasificó | No clasificó | No clasificó | No clasificó | No clasificó | No clasificó | No clasificó | No clasificó |
| 2009  | No clasificó     | No clasificó | No clasificó | No clasificó | No clasificó | No clasificó | No clasificó | No clasificó | No clasificó |
| 2011  | Octavos de final | 12.º         | 4            | 1            | 1            | 2            | 4            | 4            | 0            |
| 2013  | No clasificó     | No clasificó | No clasificó | No clasificó | No clasificó | No clasificó | No clasificó | No clasificó | No clasificó |
| 2015  | No clasificó     | No clasificó | No clasificó | No clasificó | No clasificó | No clasificó | No clasificó | No clasificó | No clasificó |
| 2017  | Fase de grupos   | 19.º         | 3            | 0            | 2            | 1            | 4            | 5            | -1           |
| 2019  | Tercer lugar     | 3.º          | 7            | 4            | 1            | 2            | 8            | 5            | +3           |
| 2023  | Octavos de final | 12.º         | 4            | 2            | 0            | 2            | 13           | 5            | +8           |
| 2025  | No clasificó     | No clasificó | No clasificó | No clasificó | No clasificó | No clasificó | No clasificó | No clasificó | No clasificó |
| Total | 5/23             | 29.º         | 22           | 8            | 5            | 9            | 32           | 23           | +9           |

### Sudamericano Sub-20
| Año   | Ronda        | Posición     | PJ           | PG           | PE           | PP           | GF           | GC           | Dif          | Entrenador            |
| ----- | ------------ | ------------ | ------------ | ------------ | ------------ | ------------ | ------------ | ------------ | ------------ | --------------------- |
| 1954  | 1.ª Ronda    | 8.º          | 3            | 0            | 1            | 2            | 2            | 6            | -4           | Dantón Marriott       |
| 1958  | No Participó | No Participó | No Participó | No Participó | No Participó | No Participó | No Participó | No Participó | No Participó | No Participó          |
| 1964  | No Participó | No Participó | No Participó | No Participó | No Participó | No Participó | No Participó | No Participó | No Participó | No Participó          |
| 1967  | 1.ª Ronda    | 9.º          | 4            | 1            | 0            | 3            | 4            | 7            | -3           | Jorge Lazo            |
| 1971  | No Participó | No Participó | No Participó | No Participó | No Participó | No Participó | No Participó | No Participó | No Participó | No Participó          |
| 1974  | 1.ª Ronda    | 8.º          | 3            | 0            | 0            | 3            | 0            | 5            | -5           |                       |
| 1975  | No Participó | No Participó | No Participó | No Participó | No Participó | No Participó | No Participó | No Participó | No Participó | No Participó          |
| 1977  | No Participó | No Participó | No Participó | No Participó | No Participó | No Participó | No Participó | No Participó | No Participó | No Participó          |
| 1979  | 1.ª Ronda    | 9.º          | 3            | 0            | 0            | 3            | 0            | 12           | -12          |                       |
| 1981  | 1.ª Ronda    | 5.º          | 3            | 1            | 2            | 1            | 7            | 6            | +1           |                       |
| 1983  | 1.ª Ronda    | 8.º          | 4            | 1            | 0            | 3            | 6            | 10           | -4           |                       |
| 1985  | 1.ª Ronda    | 6.º          | 4            | 1            | 1            | 2            | 5            | 7            | -2           |                       |
| 1987  | 1.ª Ronda    | 7.º          | 3            | 1            | 1            | 1            | 2            | 3            | -1           |                       |
| 1988  | 1.ª Ronda    | 8.º          | 4            | 1            | 1            | 2            | 3            | 11           | -8           |                       |
| 1991  | 1.ª Ronda    | 5.º          | 4            | 1            | 2            | 1            | 6            | 6            | 0            | Dušan Drašković       |
| 1992  | Ronda Final  | 4.º          | 6            | 1            | 2            | 3            | 6            | 9            | -3           |                       |
| 1995  | Ronda Final  | 4.º          | 7            | 3            | 1            | 3            | 8            | 10           | -2           |                       |
| 1997  | 1.ª Ronda    | 9.º          | 4            | 0            | 1            | 3            | 1            | 4            | -3           |                       |
| 1999  | 1.ª Ronda    | 10.º         | 4            | 0            | 0            | 4            | 3            | 9            | -6           | Carlos Torres Garces  |
| 2001  | Ronda Final  | 5.º          | 9            | 2            | 3            | 4            | 7            | 9            | -2           | José María Andrade    |
| 2003  | Ronda Final  | 6.º          | 9            | 2            | 0            | 7            | 8            | 21           | -13          | Fabián Burbano        |
| 2005  | 1.ª Ronda    | 10.º         | 4            | 0            | 0            | 4            | 3            | 20           | -17          |                       |
| 2007  | 1.ª Ronda    | 7.º          | 4            | 1            | 1            | 2            | 5            | 5            | 0            | Iván Romero           |
| 2009  | 1.ª Ronda    | 7.º          | 4            | 1            | 3            | 0            | 4            | 3            | +1           | Julio César Rosero    |
| 2011  | Ronda Final  | 4.º          | 9            | 4            | 3            | 2            | 8            | 5            | +3           | Sixto Vizuete         |
| 2013  | Ronda Final  | 6.º          | 9            | 1            | 2            | 6            | 9            | 16           | 7            | Julio César Rosero    |
| 2015  | 1.ª Ronda    | 7.º          | 4            | 2            | 0            | 2            | 9            | 8            | +1           | Sixto Vizuete         |
| 2017  | Subcampeón   | 2.º          | 9            | 4            | 2            | 3            | 18           | 14           | +4           | José Javier Rodríguez |
| 2019  | Campeón      | 1.º          | 9            | 6            | 1            | 2            | 14           | 6            | +8           | Jorge Célico          |
| 2023  | Ronda Final  | 4.º          | 9            | 2            | 3            | 4            | 8            | 11           | -3           | Jimmy Bran            |
| 2025  | 1.ª Ronda    | 8.º          | 4            | 1            | 1            | 2            | 4            | 5            | -1           | Miguel Bravo          |
| Total | 27/31        | 7.º          | 139          | 36           | 32           | 78           | 150          | 228          | -78          |                       |

## Última convocatoria
Convocatoria de la selección de fútbol sub-20 de Ecuador para el Campeonato Sudamericano de Fútbol Sub-20 de 2025.
| N.º | Nombre           | Posición      | Edad    | Club                         |
| --- | ---------------- | ------------- | ------- | ---------------------------- |
| 1   | Cristhian Loor   | Portero       | 18 años | Independiente del Valle      |
| 12  | Jhafets Reyes    | Portero       | 18 años | F. C. Cartagena              |
| 22  | Miguel Peralta   | Portero       | 16 años | Independiente del Valle      |
| 3   | Deinner Ordóñez  | Defensa       | 15 años | Independiente del Valle      |
| 4   | Davis Bautista   | Defensa       | 19 años | Eintracht Fráncfort          |
| 6   | Elkin Ruiz       | Defensa       | 18 años | Independiente del Valle      |
| 13  | Fricio Caicedo   | Defensa       | 16 años | Liga Deportiva Universitaria |
| 14  | Maikel Caicedo   | Defensa       | 19 años | Liga Deportiva Universitaria |
| 17  | Bruno Caicedo    | Defensa       | 20 años | Barcelona S. C.              |
| 18  | Dary García      | Defensa       | 19 años | Independiente del Valle      |
| 5   | Ronny Borja      | Mediocampista | 19 años | C. S. Emelec                 |
| 7   | Keny Arroyo      | Mediocampista | 18 años | Independiente del Valle      |
| 10  | Kendry Páez      | Mediocampista | 17 años | Independiente del Valle      |
| 15  | Juan Rodríguez   | Mediocampista | 18 años | Liga Deportiva Universitaria |
| 16  | Justin Lerma     | Mediocampista | 16 años | Independiente del Valle      |
| 20  | Elkin Muñoz      | Mediocampista | 19 años | C. S. Emelec                 |
| 21  | Gipson Preciado  | Mediocampista | 19 años | Independiente del Valle      |
| 23  | Luis Moreno      | Mediocampista | 19 años | Universidad Católica         |
| 8   | Jeremy Arévalo   | Delantero     | 19 años | R. Racing C. de Santander    |
| 9   | Michael Bermúdez | Delantero     | 19 años | O. F. K. Belgrado            |
| 11  | Allen Obando     | Delantero     | 18 años | Barcelona S. C.              |
| 19  | Elián Caicedo    | Delantero     | 19 años | Mushuc Runa S. C.            |

## Entrenadores
- Director técnico:  Miguel Bravo
- Preparador físico:  Fabián Espinoza
- Fisioterapeuta: Xavier García

## Palmarés

### Torneos oficiales sub-20
| Competición             | Campeón   | Subcampeón            | Tercer lugar | Cuarto lugar               |
| ----------------------- | --------- | --------------------- | ------------ | -------------------------- |
| Copa Mundial Sub-20     |           |                       | 1 ( 2019)    |                            |
| Campeonato Sudamericano | 1 ( 2019) | 1 ( 2017)             |              | 4 (1992, 1995, 2011, 2023) |
| Juegos Bolivarianos     | 1 ( 1985) |                       |              |                            |
| Juegos Odesur           |           | 3 ( 1978, 1990, 2022) |              |                            |
| Torneo Alcudia          | 1 ( 2010) |                       |              |                            |